# Вільяр-де-Олалья
Вільяр-де-Олалья (ісп. Villar de Olalla) — муніципалітет в Іспанії, у складі автономної спільноти Кастилія-Ла-Манча, у провінції Куенка. Населення — 1202 особи (2010).
Муніципалітет розташований на відстані близько 140 км на схід від Мадрида, 8 км на південний захід від Куенки.
На території муніципалітету розташовані такі населені пункти: (дані про населення за 2010 рік)
- Барбалімпія: 10 осіб
- Вільяр-де-Олалья: 1174 особи
- Вільярехо-Секо: 18 осіб

## Демографія
Динаміка населення (INE ):